# (11950) Morellet
(11950) Morellet (1993 SG5) – planetoida z pasa głównego asteroid okrążająca Słońce w ciągu 5,74 lat w średniej odległości 3,2 j.a. Odkryta 19 września 1993 roku.